# Jakub Żulczyk
Jakub Żulczyk (sinh ngày 12 tháng 8 năm 1983 tại Szczytno) là một nhà văn và nhà báo người Ba Lan viết cho Elle, Machina, Przekrój và Onet.pl. Anh hiện sinh sống ở Warszawa.

## Cuộc đời và sự nghiệp
Anh tốt nghiệp ngành báo chí tại Đại học Jagiellonia. Anh đã công bố nhiều bài báo trên các tạp chí văn học như Lampa và Machina. Anh cũng từng đảm nhiệm vị trí người phụ trách chuyên mục của các tờ báo như Dziennik, Tygodnik Powszechny và Wprost.
Năm 2011, anh là người đồng dẫn chương trình Redakcja kultury phát sóng trên kênh TVP2. Anh cũng từng là người dẫn chương trình cùng với rapper Sokół trong chương trình Instytut prosto của Roxy Radio.
Anh đã hợp tác chung với Monika Powalisz để viết kịch bản cho bộ phim truyền hình tội phạm nổi tiếng Belfer.
Cuốn sách đầu tiên của anh, Zrób mi jakąś krzywdę... được xuất bản vào năm 2006. Anh đã được đề cử cho Giải thưởng Paszport Polityki năm 2014 cho cuốn sách Ślepnąc od świateł và Giải thưởng Văn học của Warmia và Masuria năm 2017. Anh đã giành Giải thưởng Văn học năm 2018 của Thủ đô Warszawa.
Cuốn tiểu thuyết Infomacja zwrotna năm 2022 của anh đã được chuyển thể thành phim truyền hình Feedback công chiếu trên Netflix.

## Tác phẩm
- 2006 – Zrób mi jakąś krzywdę... czyli wszystkie gry video są o miłości
- 2008 – Radio Armageddon
- 2010 – Instytut
- 2011 – Zmorojewo
- 2011 – Świątynia
- 2014 – Ślepnąc od świateł
- 2017 – Wzgórze psów
- 2019 – Czarne Słońce
- 2021 – Informacja zwrotna